# توني سوندرز
توني سوندرز (بالإنجليزية: Tony Saunders)‏ هو لاعب كرة قاعدة أمريكي، ولد في 29 أبريل 1974 في بالتيمور في الولايات المتحدة.

## وصلات خارجية
- توني سوندرز على موقع دوري كرة القاعدة الرئيسي (الإنجليزية)
- توني سوندرز على موقعبيزبول رفرنس.كوم (الدوري الرئيسي) (الإنجليزية)
- توني سوندرز على موقعبيزبول رفرنس.كوم (الدوري الثانوي) (الإنجليزية)
- توني سوندرز على موقع إي إس بي إن.كوم (أم.أل.بي) (الإنجليزية)
- توني سوندرز على موقع مشجعي الرسوم البيانية (الإنجليزية)